# Schaul Avigur

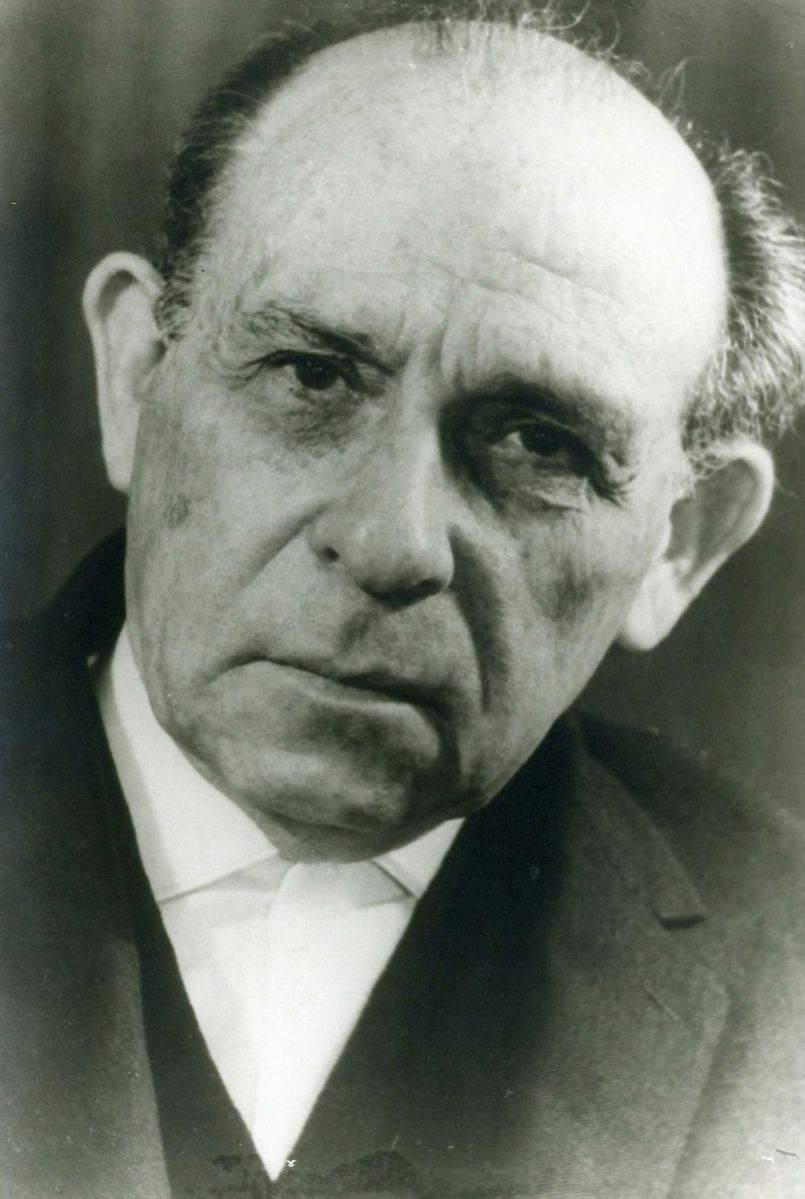
Schaul Avigur, ca. 1960

Schaul Avigur (hebräisch שָׁאוּל אֲביגוּר Scha'ul Awigur; geboren am 22. Oktober 1899 in Dwinsk, Russisches Kaiserreich als Saul Meyeroff (auch Saul Meirov); † 29. August 1978 in Kibbuz Kinneret, Israel) war ein jüdischer Geheimdienstmitarbeiter und Politiker.

## Leben
Geboren wurde Avigur als Saul Meyeroff 1899 in Dwinsk im heutigen Lettland. Seine Eltern waren Yehuda-Leib und Frida Meirov-Hakohen. Im Alter von 12 Jahren emigrierte er nach Palästina. Nach seinem Schulabschluss absolvierte er ein Studium am Hebräischen Herzlia-Gymnasium in Tel Aviv. 1918 wurde er Mitglied im Kibbuz Kinneret am südwestlichen Ende des Sees Genesareth. Von dort aus folgte er 1920 einem Aufruf zur Verteidigung Tel Chais unter der Leitung von Joseph Trumpeldor.
Unter dem Eindruck dieser Erlebnisse verschrieb Meyeroff sein Leben der Sicherheit und Verteidigung des Landes. 1934 hatte er gemeinsam mit Re’uwen Schiloach maßgeblichen Anteil an der Formierung der Sherut Yediot (SHAI), der Geheimdienstabteilung der Hagana, sowie der Ta'as, der Untergrund-Waffenindustrie. Ab 1939 war er Kommandeur des Mossad le-Alija Bet und organisierte von Tel Aviv bzw. Paris aus die illegale Einwanderung nach Palästina. Mit dem UN-Teilungsplan für Palästina erweiterten sich die Aufgaben Meyeroffs auch auf die Beschaffung und den Transport von Waffen. Am 12. Juli 1948 fiel im Unabhängigkeitskrieg Meyeroffs einziger Sohn, Gur Meyeroff, im Alter von 17 Jahren durch einen arabischen Scharfschützen in der Nähe von Segera. Avigur war zu der Zeit auf Waffeneinkauf in Genf. In Andenken an seinen Sohn änderte Schaul Meyeroff seinen Nachnamen in Avigur, was „Vater des Gur“ bedeutet. Kurze Zeit danach beendete Avigur sein Engagement in Europa. In der Folge arbeitete er als stellvertretender Verteidigungsminister unter Ben Gurion.
1953 war Avigur Gründungsmitglied und Leiter der Lishkat Hakesher (NATIV, hebr. für „Pfad“), einer verdeckten Organisation um Kontakte zu Juden in der Sowjetunion zu knüpfen, sie zu unterstützen und ihre Ausreise nach Israel zu fördern. Auslöser war Stalins Verhaftungs- und Hinrichtungswelle gegen jüdische Mediziner aufgrund der angeblichen Ärzteverschwörung. Avigur leitete die NATIV bis 1970. Für seine Verdienste der Landesverteidigung in den verschiedenen Funktionen und Positionen wurde Avigur 1973 mit dem Israel-Preis ausgezeichnet. Er ist der zweite Preisträger überhaupt in der Kategorie Für besondere Verdienste für Gesellschaft und Staat. Weiterhin erhielt er die Ehrendoktorwürde der Universitäten in Jerusalem und Tel Aviv.
Avigur starb 1978 nach einer Krankheit und ist in Kinneret beigesetzt.

## Familie
Avigur heiratete 1924 Sara Avigur (1902–1992), das Paar hatte die zwei Kinder Ruth (* 13. Juni 1927) und Gur (1931–1948).
Avigurs Schwester Tzipora war die Ehefrau von Mosche Scharet.